# Buraco Fechado STBL (jogo de cartas)
Buraco Fechado STBL (Sem Trinca, Bate com Limpa) é mais uma maneira de se jogar buraco que foi inventado nos anos 40, no Uruguai por um grupo de amigos que uniram elementos de jogos de baralho como bridge, rúmi e conquián para criar a Canastra. É um jogo de baralho para duplas, ou individual (um jogador de cada lado). Usam-se dois baralhos completos de 54 cartas (os curingas ou jokers estão incluídos neste modo). Também considera-se curinga todas as cartas de número 2.
Jogam-se várias rodadas, sendo somados os pontos atingidos por cada dupla, até que se atinjam 3 000 ou 5 000 pontos.

## Objetivo
O objetivo do jogo é fazer o máximo de pontos que são os valores somados das cartas "baixadas" por cada dupla, e das "canastras" (sequência de sete ou mais cartas de mesmo naipe), sendo que as canastras podem valer: [100 pontos (suja), 200 pontos (limpa), 500 pontos (de A a K) ou 1000 pontos (de A a A)], e os jogos que não chegaram a formar canastra valem apenas a soma dos pontos de suas cartas.
Para chegar ao máximo de pontos são jogadas várias partidas, sendo que em cada rodada os dois maços são embaralhados e a cada rodada uma pessoa diferente dá as cartas (em sequência, no sentido anti-horário). Sempre inicia o jogo quem está a direita do jogador que deu as cartas. Na próxima rodada, esta pessoa dará as cartas.

## Canastras
Considera-se "canastra limpa" um conjunto de sete cartas do mesmo naipe, em sequência contínua, sem uso de curinga. A carta 2 pode estar presente contanto que esteja em seu lugar de costume (entre o ás e o 3).
Em variações de jogos, podem existir quatro tipos de canastra:
- suja: canastra com pelo menos 7 cartas sequenciais usando um coringa.
- limpa: canastra com pelo menos 7 cartas sequenciais, sem uso de coringa.
- canastra de quinhentos: vai de ás a K (rei), sem coringas.
- canastra real: de ás a ás, sem coringa.

A canastra suja que usar o coringa 2, no caso de ser do mesmo naipe, pode tornar-se limpa durante a partida antes da canastra atingir a sétima carta.

## Trincas ou "Lavadeiras"
Alguns jogos, mas não o buraco tradicional, admitem a canastra chamada "lavadeira", em que se usam cartas iguais, de naipes variados. Por exemplo, na lavadeira de ás, usam-se ao menos três ases de naipes variados sendo que sua pontuação não vale como canastra mas serão somados na contagem final.
A característica do Buraco Fechado STBL é que não é permitido trinca.

## Baixar
Para valer pontos, as cartas devem ser baixadas, isto é, colocadas sobre a mesa, com a face para cima, em grupos de, ao menos, três cartas sequenciais, formando um "jogo". Após um jogo iniciado, pode-se então acrescentar mais cartas, de uma em uma ou mais. Se a sequência atingir sete cartas, torna-se uma canastra. Podem-se usar curingas para substituir as cartas que estiverem faltando, mas apenas um por sequência ou canastra. Pode-se mover o 2 até sua posição correta antes de fechar a canastra (isto é, antes dela ter 7 cartas) para evitar formar uma canastra suja, mas não se pode "limpar" uma canastra suja já completa.
Em jogos de duplas, ambos os jogadores podem baixar jogos, os quais, uma vez baixados, podem ser complementados por qualquer um dos jogadores da dupla em sua respectiva vez. É costume que todos os jogos baixados por uma dupla sejam dispostos sobre a mesa à frente de apenas um dos parceiros.

## O descarte (lixo)
O descarte, ou lixo, é uma parte muito importante do jogo. É formado por cartas que já passaram pelas mãos de outros jogadores e foram descartadas. Ao invés de comprar cartas novas, você pode usar o lixo para montar novos jogos, completar sequências da mesa para formar canastras e, é por isso que se deve prestar atenção para não ajudar o adversário, porém, nesse modo só poderá comprar o lixo se a carta que estiver no topo do lixo puder ser utilizada em algum jogo já baixado ou se puder ser combinada com as cartas que você já possui na mão e formando assim um novo jogo, que deverá ser obrigatoriamente baixado.
Por essa razão se diz que, nesta forma de Buraco, o lixo é "fechado" e "justificado".

## Pontos
Valor das cartas:
Cartas de 3 a 7 - Valem 5 pontos cada carta.
De 8 a K (rei) e o coringa (carta de número 2) - vale 10 pontos cada carta.
Curinga (Joker) - vale 50 pontos cada.
o Ás - vale 15 pontos cada.
Valor das canastras:
Canastra suja: 100 pontos
Canastra limpa: 200 pontos.
Canastra de quinhentos (limpa de ás a Rei): 500 pontos
Canastra real (começa e termina com ás): 1000 pontos
Valor das jogadas:
Quando o jogador/dupla bate, somam-se os pontos da mesa, e mais 100, pela batida. Quando não pega o morto, desconta-se 100 pontos como penalidade:
- perder o morto: 100 pontos negativos;
- pegar um morto: zero pontos; no caso de ambos perderem os mortos, na substituição do monte, tem-se que ninguém perde os 100 pontos.

## Bater
Chama-se bater quando o jogador não fica com nenhuma carta na mão.
Há duas formas de bater para cada dupla. Na primeira vez, não é necessário ter canastras: e o jogador simplesmente pega um dos conjuntos de onze cartas que foram separadas no início como "morto" e o jogo continua. Se o jogador que bateu pegando o morto descartou, a vez de jogar já será de outro, todavia se ele ainda não descartou pode continuar baixando cartas de seu morto e, então, descartar uma para dar sequência ao jogo.
Na segunda batida (da dupla, independente de qual dos parceiros pegou o morto) o a rodada terminará, pois cada dupla só pegará um morto. Para bater da segunda vez, ou seja, finalizar o jogo, é preciso ter pego o morto e ter ao menos uma canastra limpa, desde que o último morto tenha entrado em jogo, ou seja, não tenha mais as 11 cartas iniciais.
Quando um jogador bate todas as cartas nas mãos de seu parceiro, e as cartas na mão dos adversários não devem ser descartadas de imediato. Primeiro, somam-se os pontos totais para descontá-los dos pontos feitos na rodada. Após conferir o total existente nas mãos, as cartas vão, obviamente, descartadas para o monte. É o que se chama "pagar a mão".

## Contagem dos pontos
Antes de se iniciar a contagem específica dos pontos, deve-se apurar de quanto cada dupla "sai".
Alguém conseguiu um corte exato na distribuição das cartas? Houve batida final ou o monte acabou? Algum lado deixou de pegar o morto?
Na mesa conta-se quantas canastras a dupla tem, somando-se os pontos. Os jogos com menos de sete ficam apenas para contagem posterior. A soma dos pontos das canastras, com a batida (se houve), com o corte exato (se houve), descontado o morto que não foi pego (se o caso), e descontada o valor de "mão a pagar", é o total da saída.
Juntam-se todas as cartas dos jogos da mesa, canastras ou não, e conta-se por valor individual. Soma-se, então, este total com o da saída, anotando o valor para calcular o acumulado da partida.
O valor da contagem final da rodada para cada equipe deve ser múltiplo de 10, arredondando-se para cima se necessário. Por exemplo: após toda a contagem, 705 pontos são contabilizados como 710. É permitido, e não raro acontece, contabilizar pontuações finais negativas numa rodada.
Se a rodada acabou pelo esgotamento do monte, não há pontos de batida para ninguém e costuma-se convencionar nesses casos que é necessário "pagar a mão". O total na mão de uma dupla pode ser descontado/abatido do total de mão do adversário. Usa-se a batida final para pagar o morto. Não se pune o morto quando ambos não o pegam.